# 近鉄15400系電車

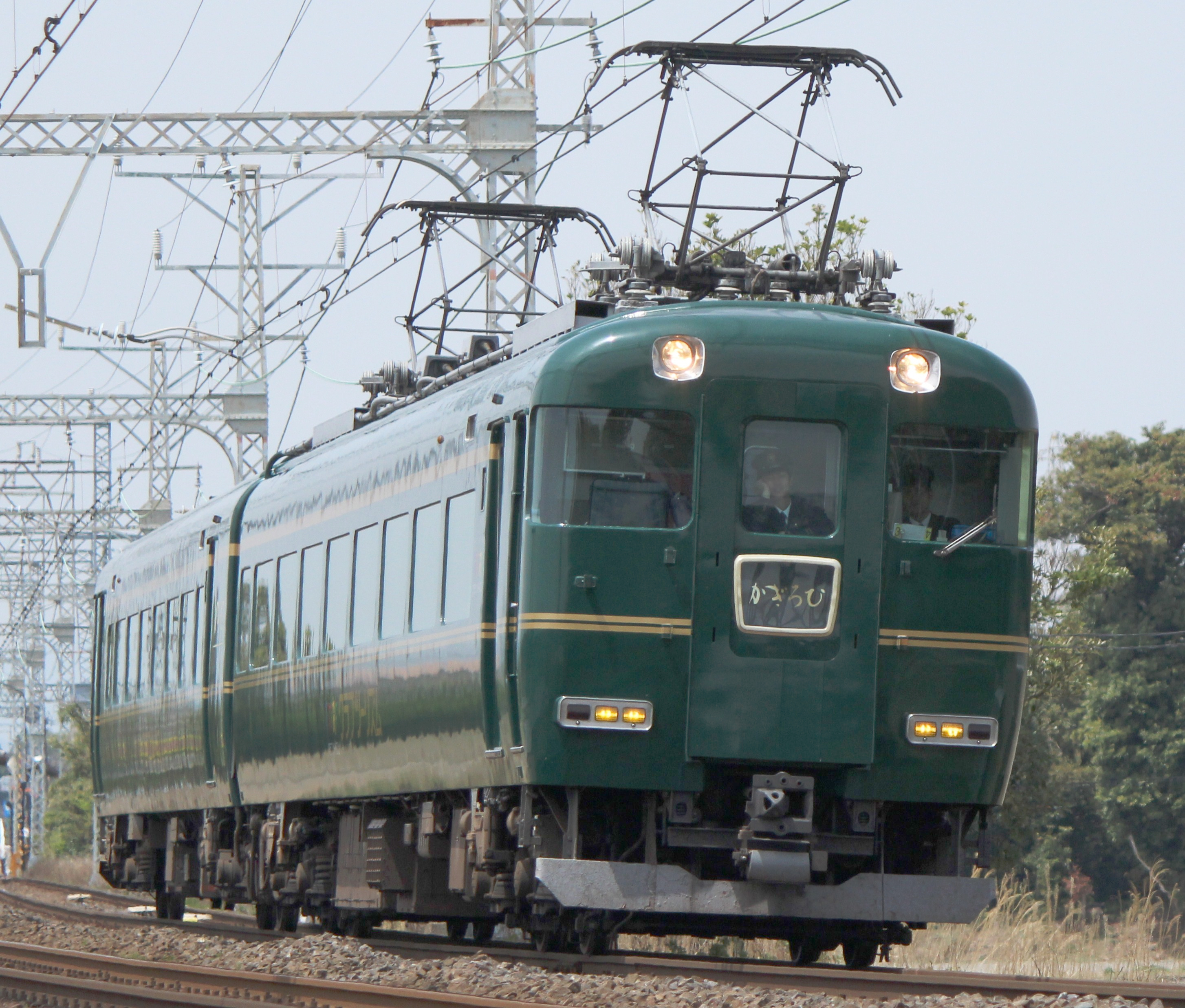
15400系「かぎろひ」

近鉄15400系電車（きんてつ15400けいでんしゃ）は、近畿日本鉄道が2011年に導入した団体用車両の形式である。特急形車両であった12200系「新スナックカー」を旅行会社「クラブツーリズム」の専用列車に改造したもので、「かぎろひ」の愛称が命名された。

## 概要
京都、奈良、伊勢志摩などの近鉄沿線の観光地を活かした旅行商品の造成を推進する近鉄と、旅行会社として沿線の観光素材をテーマにツアーを展開するクラブツーリズムの思惑が一致し、2011年に12200系を改造したクラブツーリズム専用列車として15400系が登場することになった。旅行会社がツアー主催のために専用列車を導入して通年で借り切るのは日本国内では初めてである。

## 愛称・コンセプト
愛称はクラブツーリズムにより同社の会員誌『旅の友』や公式サイトで公募が行われ、約7500件の応募の中から奈良県桜井市の男性が応募した「かぎろひ」に決定した。
「かぎろひ」は「輝く光」を意味し、万葉集でも「東の 野にかぎろひの 立つ見えて かへり見すれば 月傾きぬ」と詠まれており、朝日の美しい空を表している。この列車の走る古都京都・奈良や伊勢志摩の風情をイメージさせるのに最適な愛称であるとして選定された。
コンセプトは「旅行がもっと好きになる電車」であり、旅を通しての「仲間づくり」や「学び」をテーマとして沿線観光地への誘客を図ることが位置付けられている。また、移動教室やカルチャーサロンといった使い方により、スペースにゆとりのある列車を活かした講座やミニイベントなどで「旅を通した仲間づくり」を実現しやすくなる点も意図された。

## 編成構成
改造種車は12200系「新スナックカー」2両編成のうち、車体更新を行っていた12241F（モ12241-ク12341）と12242F（モ12242-ク12342）の2本（計4両）である。団体専用列車となったことから、形式称号もモ12200形がモ15400形 (Mc) に、ク12300形がク15300形 (Tc) となった。大阪発着編成を基準とした場合、大阪側からモ15400形、ク15300形の順で組成される。
また、各車の性能、機器配置については12200系と同一である。
| 大阪・京都発着編成 名古屋発着編成 | ← 大阪上本町・京都鳥羽 → ← 鳥羽近鉄名古屋 → | ← 大阪上本町・京都鳥羽 → ← 鳥羽近鉄名古屋 →           | ← 大阪上本町・京都鳥羽 → ← 鳥羽近鉄名古屋 → | ← 大阪上本町・京都鳥羽 → ← 鳥羽近鉄名古屋 → | ← 大阪上本町・京都鳥羽 → ← 鳥羽近鉄名古屋 → | ← 大阪上本町・京都鳥羽 → ← 鳥羽近鉄名古屋 → | ← 大阪上本町・京都鳥羽 → ← 鳥羽近鉄名古屋 → | ← 大阪上本町・京都鳥羽 → ← 鳥羽近鉄名古屋 → |
| 形式                              | モ15400形(Mc)                               | ク15300形(Tc)                                         |                                             |                                             |                                             |                                             |                                             |                                             |
| 車両写真                          |                                             |                                                       |                                             |                                             |                                             |                                             |                                             |                                             |
| 搭載機器                          | ◇,CON,◇                                     | MG, CP                                                |                                             |                                             |                                             |                                             |                                             |                                             |
| 自重                              | 39.3 t                                      | 34.7 t                                                |                                             |                                             |                                             |                                             |                                             |                                             |
| 定員                              | 48名                                        | 46名                                                  |                                             |                                             |                                             |                                             |                                             |                                             |
| 車内設備                          | 荷物置場（バー・カウンター） 音響装置       | 荷物置場（イベントスペース） 洗面室・トイレ・音響装置 |                                             |                                             |                                             |                                             |                                             |                                             |

- 搭載機器欄のCONは制御装置、MGは補助電源装置、CPは電動空気圧縮機、◇はパンタグラフ。
- 編成定員は94名。

## 構造

### 車体

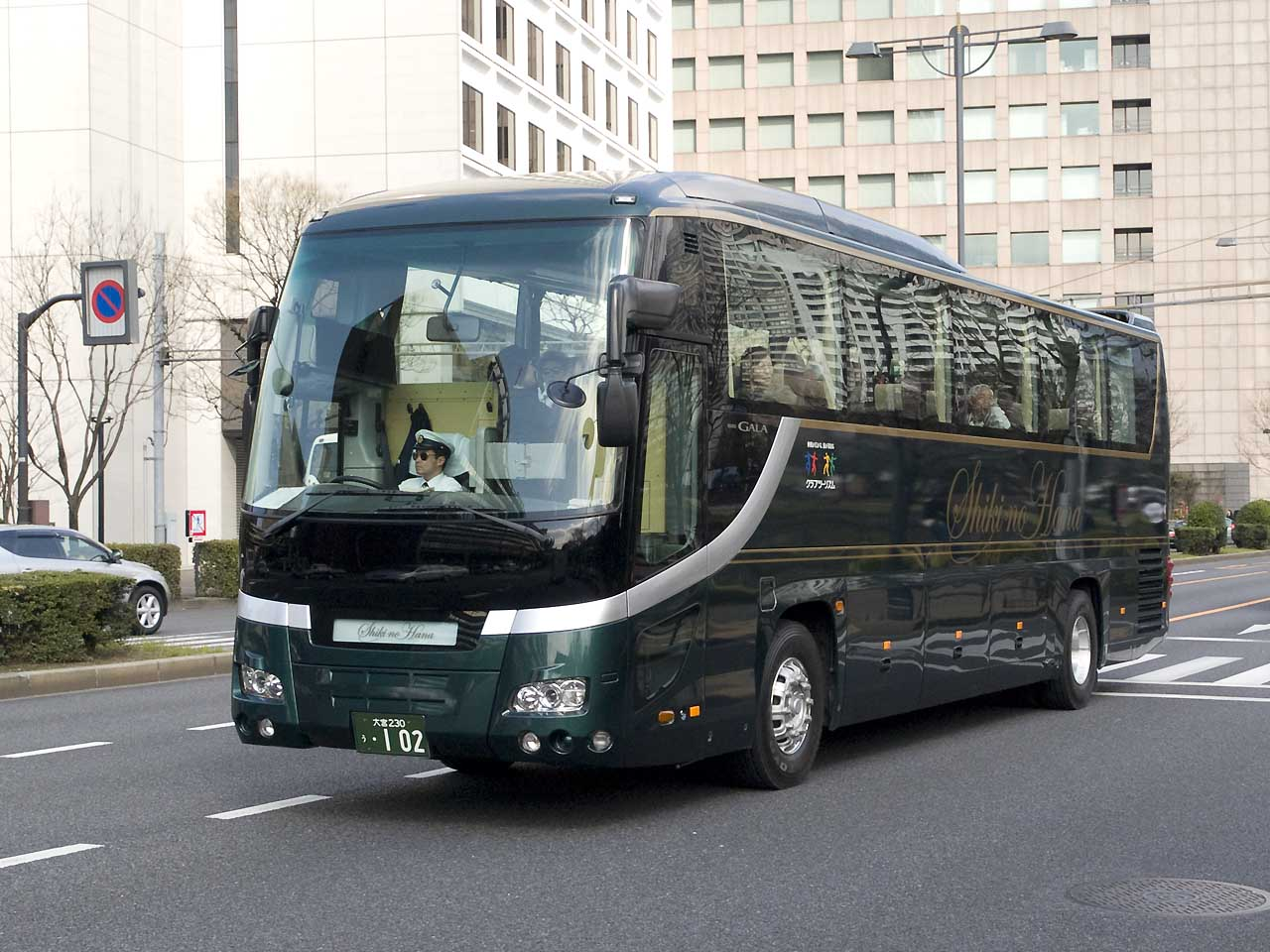
「ロイヤルクルーザー四季の華」のデザインを踏襲した（写真は国際興業観光バスの車両）

車体はクラブツーリズムが首都圏を中心としたツアーに導入している観光バス「ロイヤルクルーザー四季の華」と同じダークグリーンを基調とした塗装に変更された。また、車体側面中央部や乗降扉横にはクラブツーリズムのロゴマークが貼られたほか、前面の方向幕もヘッドマークに改造されてクラブツーリズムのロゴマークが設置された。形式表示の書体もヘルベチカに変更した。
ヘッドマークは当初クラブツーリズムのロゴマークとしていたが、2012年3月に「かぎろひ」の愛称表示に取り替えられた。

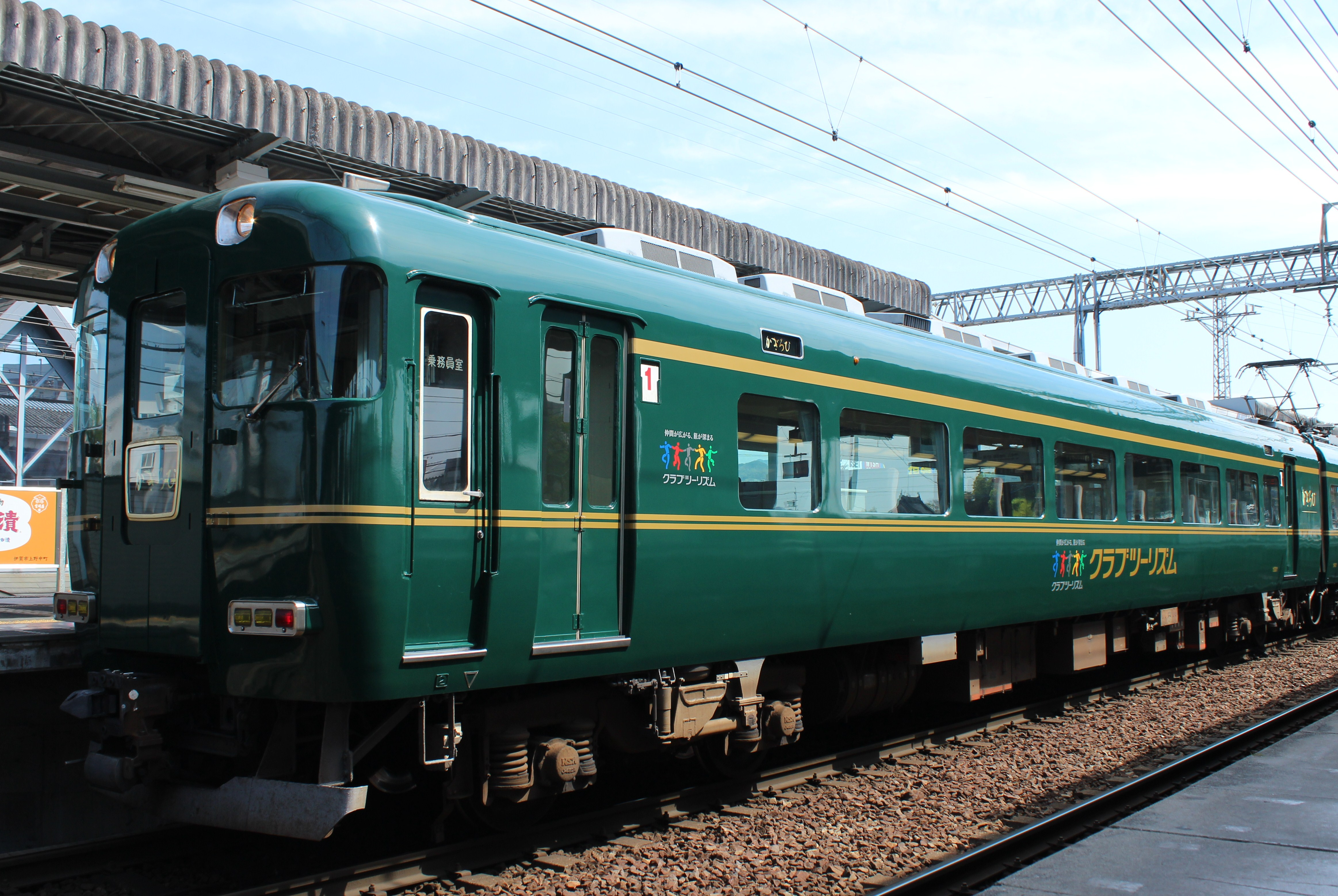
ク15300形
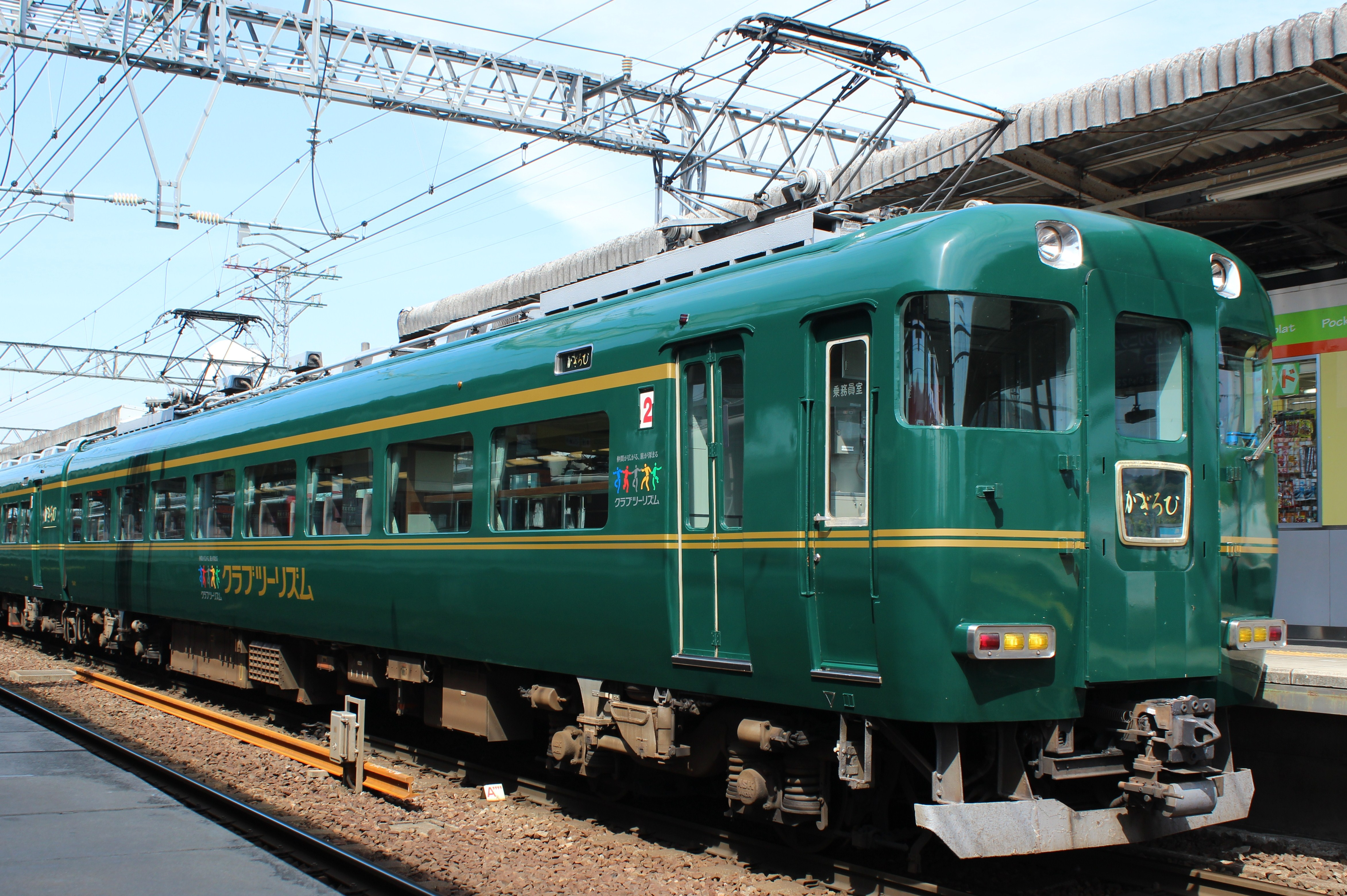
モ15400形
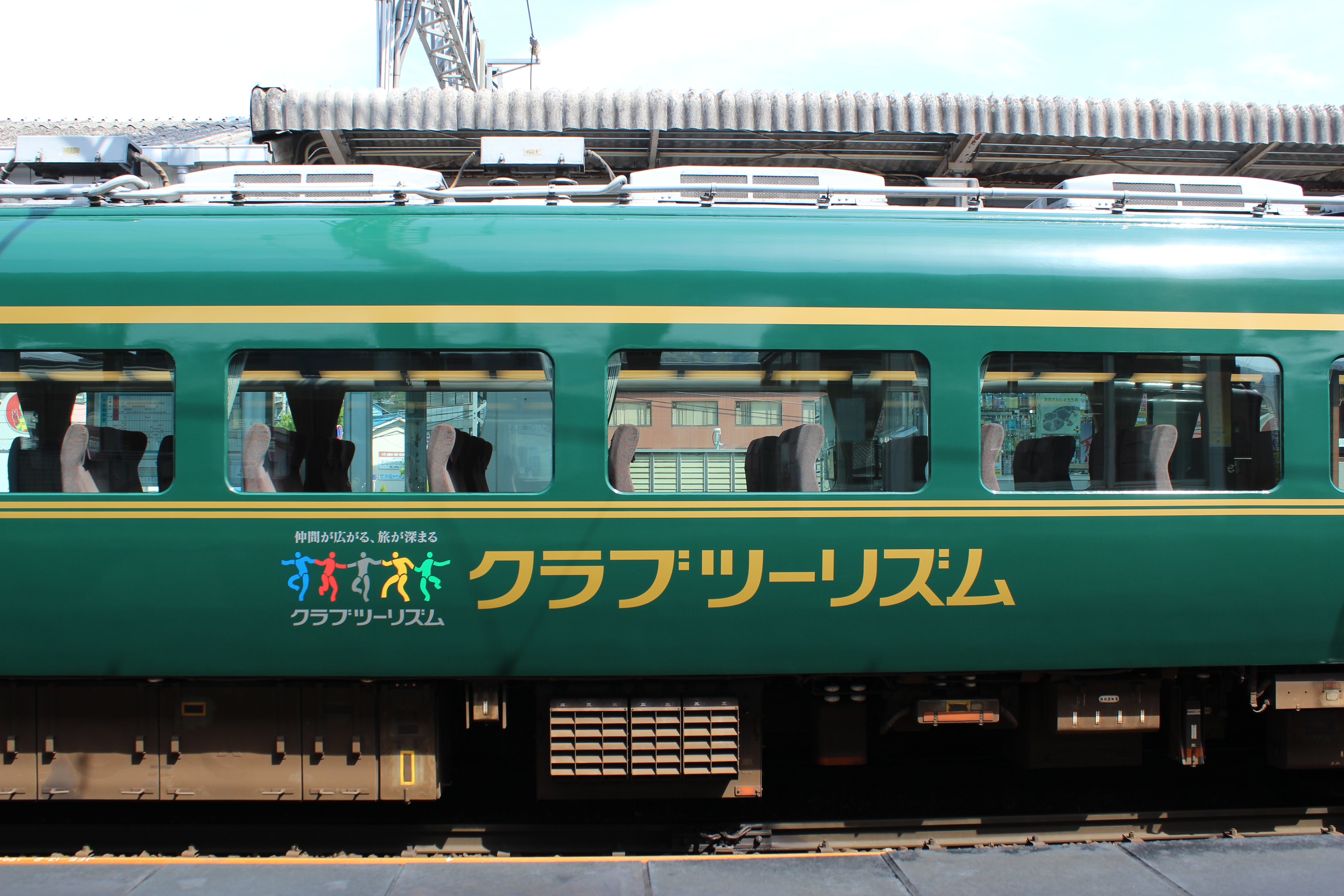
クラブツーリズムのロゴタイプ
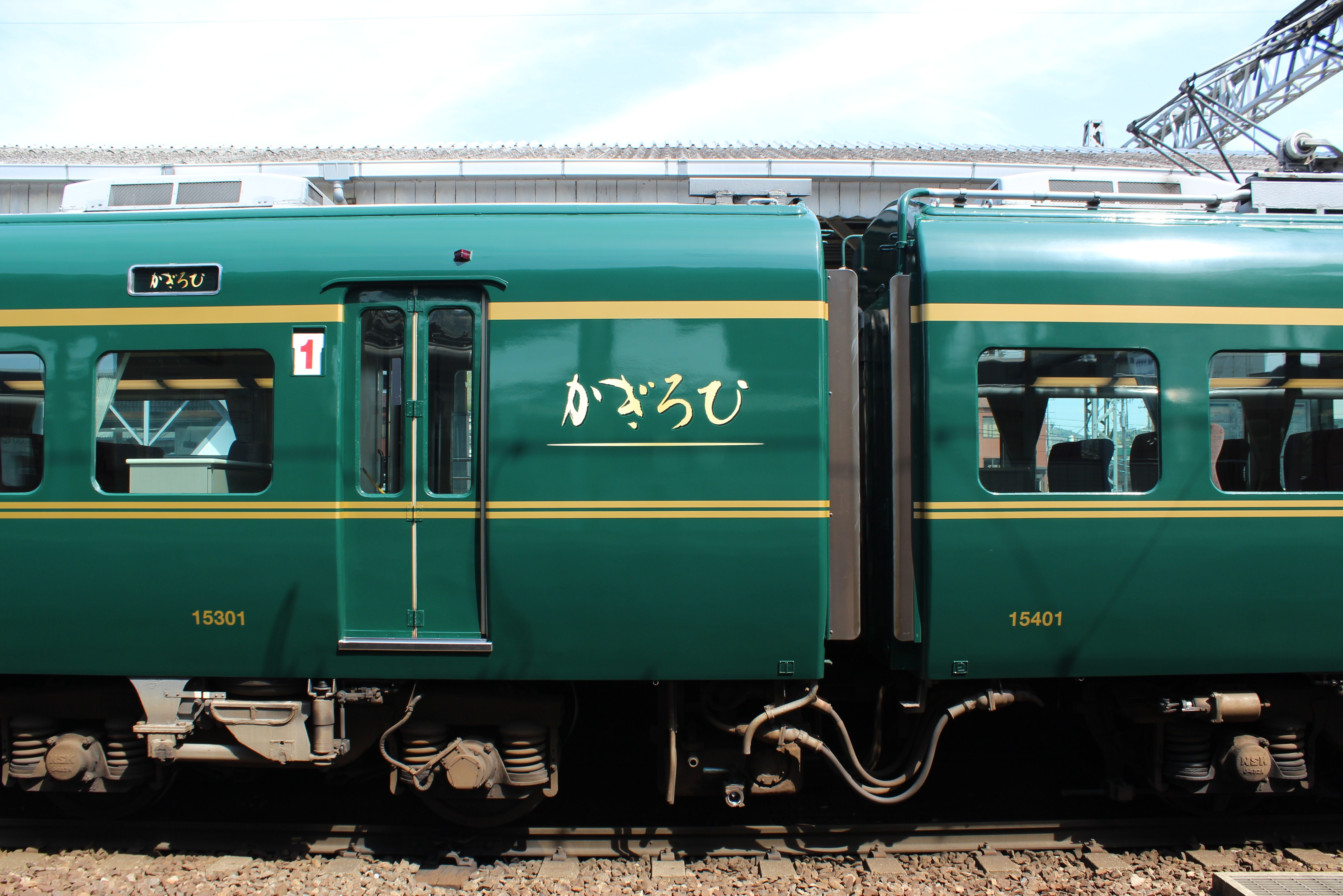
かぎろひのロゴタイプ

### 内装
改造に際して、もと喫煙車のク12300形については灰皿撤去と空調機器の交換を行ったうえで全車禁煙化した。なお、座席そのものは2006年のB更新の際に交換された新しいタイプのため、そのまま流用した。行先表示器については15200系と異なり、撤去されずに残された。連結部には転落防止幌を装備する。
座席定員はバスツアーに合わせる形で変更され、モ15400形が48名、ク15300形が46名に設定された。このため、座席を撤去した跡地には大きな鞄をおくためのスペースを新設し、さらに、用途によって模様替えのうえ、イベントスペースとしても活用可能とした。当スペースはモ15400形において着脱式のカウンターを設置のうえ、ビールサーバーやシンクを備え付けた。
車内は床を全面カーペット敷きとして、客室端部にオーディオ設備も設置した。そのためのスピーカーも荷棚に各車4台ずつ設置された。座席にはクラブツーリズムのロゴが入ったカバーが取付けられた。
トイレは従来の和式個室を洋式化し、既存の洋式個室を含めてリニューアルの上、温水洗浄便座が設置された。全室洋式化によって、片側を女性専用とした。デッキは化粧板を明るめの木目柄に張り替えのうえ、洗面台周りの備品も交換した。便器は床据付けタイプを踏襲し、真空式ではない。

## 運用
2011年12月15日に出発式が開催され、合わせて愛称名「かぎろひ」も発表された。12月15日から18日にかけての試乗会ではジャズライブ、落語、クラシックコンサートなどのイベントが実施された。同年12月23日よりクラブツーリズムによるツアーに投入され、日帰りツアー「いよいよデビュー！栄光の一番列車でご案内！～クラブツーリズム専用列車で行くクリスマス志摩スペイン村」より運用を開始した。
基本的には他系列と併結せず、2両単独ないし2本連結の4両編成でしか運転されないが、2012年10月15日には、ほぼ同一行程のツアーが重複したことで、本系列2本と15200系15203Fを連結した6両編成が大阪上本町駅 - 伊勢市駅で運転され、2013年5月12日には本系列1本と18400系18409Fが併結した4両編成が運転された。2022年6月にもあおぞらIIと併結している。
2019年4月時点の配置検車区は富吉検車区である。

## 編成一覧
|                | 出場       | 転落防止幌 | 方向幕   | 廃車   |
| -------------- | ---------- | ---------- | -------- | ------ |
| 15401F（PN51） | 2011年12月 | 設置済     | 継続使用 | 在籍中 |
| 15402F（PN52） | 2011年12月 | 設置済     | 継続使用 | 在籍中 |